# 방립

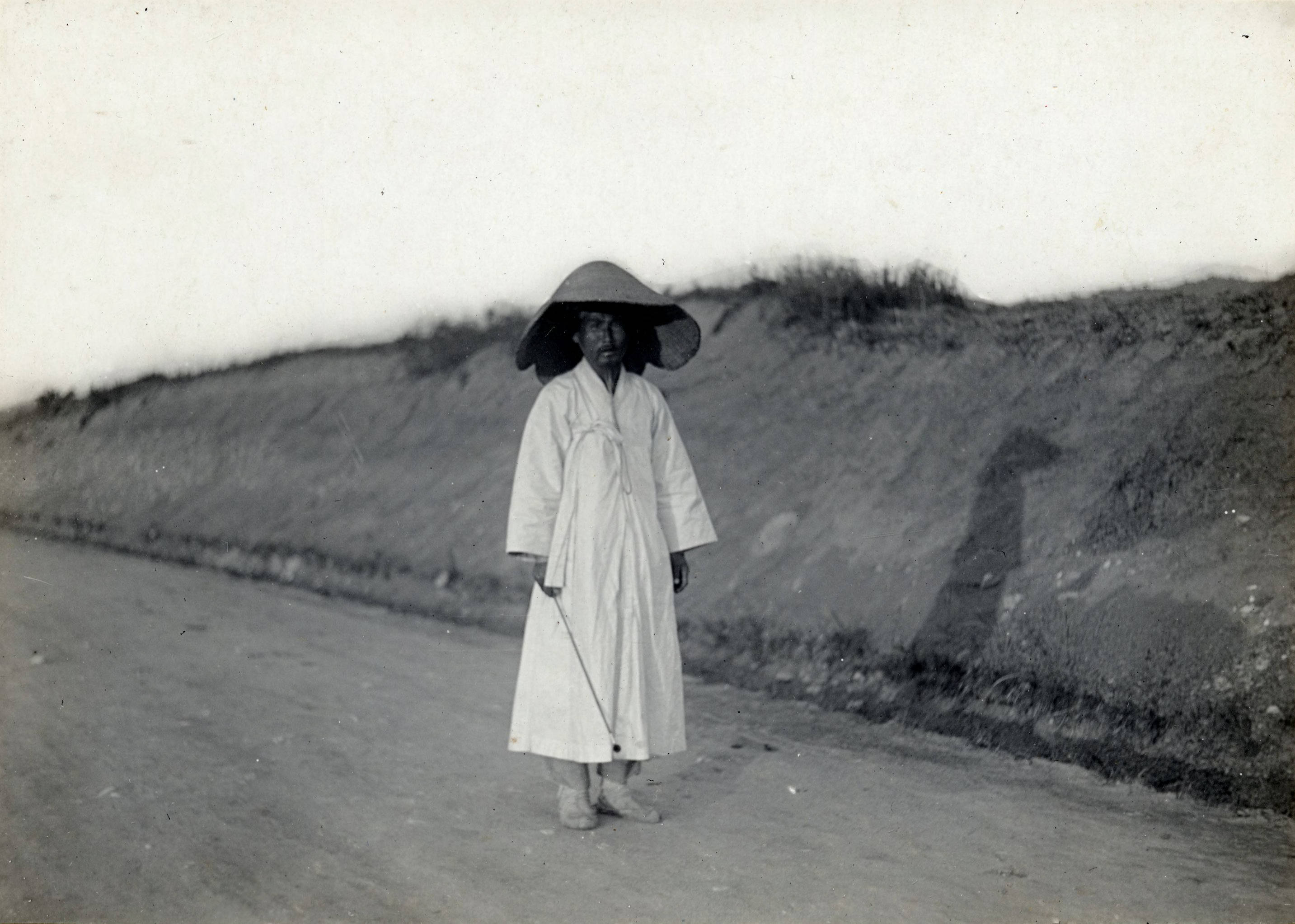
방립을 쓴 남성.

방립(方笠) 또는 방갓은 초상집 상제가 외출할 때 쓰던 갓이다. 조선시대의 상제는 외출시 방립을 쓰고 두루마기를 입었다. 삿갓과 생김새가 매우 비슷하지만, 운두 꼭대기가 뾰족한 삿갓과 달리 꼭대기가 둥글고, 바닥의 네 귀퉁이가 옴폭 패여 “꽃잎 모양”으로 마감된 것이 차이점이다.

## 같이 보기
- 갓
- 삿갓